# 列夫·奥昆
列夫·鲍里索维奇·奥昆（俄语：Лев Борисович Окунь，1929年7月7日—2015年11月23日），俄罗斯理论物理学家。

## 生平
1929年，奥昆出生于苏联苏希尼奇。1953年，他毕业于莫斯科机械学院，他曾是阿尔卡季·米格达尔和伊萨克·波梅兰丘克的学生。

## 奖项和荣誉
- 布鲁诺·彭特克沃奖（德语：Bruno-Pontecorvo-Preis） (1996年)
- 马泰乌奇奖章 (1988年)
- 朗道金质奖章 (2002年)
- 波梅兰丘克奖 (2008年)